# Vestia foetida

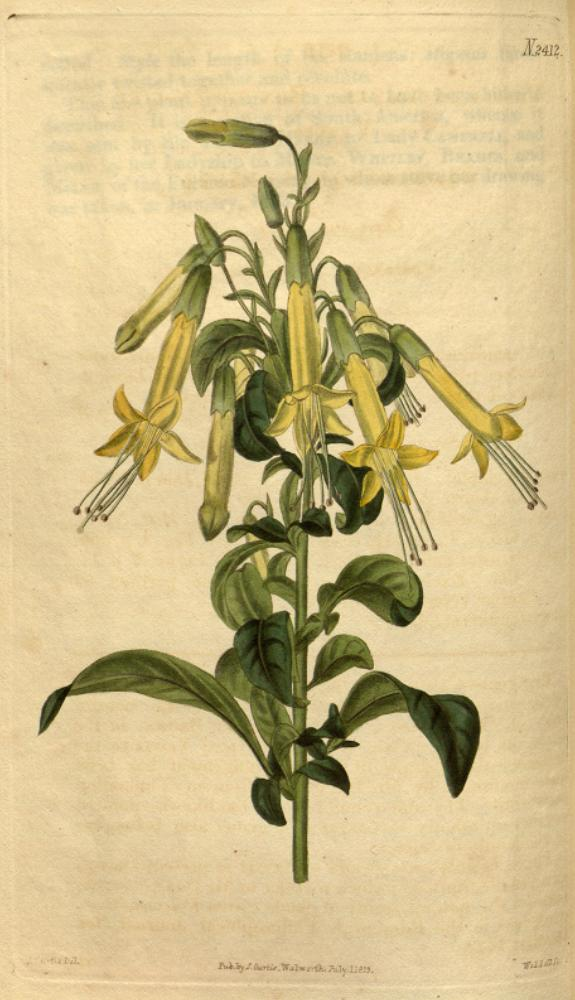
Illustration

Vestia foetida (Synonym: Vestia lycioides Willd.) ist eine Pflanzenart in der Familie der Nachtschattengewächse (Solanaceae). Es ist die einzige Art der Gattung Vestia und wurde nach dem österreichischen Botaniker und Arzt Lorenz Chrysanth von Vest (1776 – 1840) benannt wurde.

## Beschreibung
Vestia foetida sind stark verzweigte Sträucher mit einer Höhe von 1 bis 1,5 m. Die Pflanzen strömen einen übelriechenden Geruch aus. In den Zellen ist Kristallsand zu finden.
Die hängenden Blüten stehen an kurzen Blütenstielen. Sie sind größtenteils unbehaart, nur an den Rändern der dorsalen Seite der Kronlappen und dem Bereich, in dem die Staubfäden mit der Kronröhre verwachsen sind, ist eine Behaarung zu finden. Der Kelch ist 10 bis 13 mm lang, die Kelchblätter enden in zugespitzten, kurzen und breiten Kelchlappen. Die Kronblätter sind grünlich-gelb und bilden eine etwa 30 bis 33 mm Krone, aus der die an langen Staubfäden befindlichen Staubblätter deutlich hervorstehen. Die leicht unterschiedlich langen Staubfäden sind leicht oberhalb des unteren Viertels der Kronblätter mit diesen verwachsen. Im Bereich der Verwachsung sind die Staubfäden vergrößert. Die Antheren sind elliptisch-eiförmig, etwa 2 mm lang und nicht papillös. Die Pollen sind mit 50 bis 60 µm groß und besitzen eine grob gefaltete Oberfläche, die Außenschicht der Pollenkornwand ist dünn. Der Fruchtknoten sitzt auf dem Blütenboden auf und besitzt viele Samenanlagen.
Die Früchte sind 22 bis 25 × 11 bis 13 mm große, zweiklappige Kapseln. Jede Klappe ist zweigeteilt. In jeder Frucht befinden sich etwa 50 nahezu polyederförmige, winkelige Samen mit einer Größe von 2,4 bis 3,4 × 1,8 bis 2,2 × 1,4 bis 1,7 mm. Die Oberfläche der Samen ist höckerig mit quer verlaufenden Furchen. Der Embryo befindet sich in einem fleischigen Endosperm, ist 2,3 bis 2,6 mm lang, die Kotyledone sind etwas länger als der restliche Embryo.
Die zwei bekannten Zählungen der Chromosomen aus den Jahren 1954 bzw. 1956 bestätigen eine Chromosomenzahl von {\displaystyle n=8} bzw. {\displaystyle 2n=16}.

## Inhaltsstoffe
Zu den sekundären Pflanzenstoffen von Vestia foetida gibt es relativ wenige Arbeiten. Unter anderem wurde in der Pflanze ein bisher unbekanntes Glykosid gefunden und mit dem Nachweis eines β-Carbolin-Alkaloids (siehe Harman-Alkaloide) erstmals ein indoles Alkaloid in den Nachtschattengewächsen festgestellt. Zudem wurden Insonuatigenin und Diosgenin nachgewiesen, beides Stoffe, die auch in den nahe verwandten Hammersträuchern (Cestrum) zu finden sind.

## Vorkommen
Die Art stammt aus dem gemäßigten Süden Südamerikas, wo sie unter den Populärnamen „palqui negro“ beziehungsweise „huevil“ zu medizinischen Zwecken genutzt wird.

## Systematik
Sowohl in den morphologisch begründeten Systematiken der Nachtschattengewächse nach William D’Arcy und Armando Hunziker als auch in der molekularbiologischen Systematik nach Richard Olmstead wird die Gattung in der Tribus Cestreae in der Unterfamilie Cestroideae platziert. Von Hunziker wird neben den Hammersträuchern (Cestrum) nur noch die Gattung Sessea zu dieser Tribus gezählt, worin auch D’Arcy und Olmstead übereinstimmen. D’Arcy platziert zudem noch Metternichia, Phrodus und die später den Sessea zugeordneten Sesseopsis und Olmstead Metternichia in diese Tribus.